# ピアノソナタ第10番 (スクリャービン)
ピアノソナタ第10番 作品70 は、アレクサンドル・スクリャービンが1913年に完成させた単一楽章のピアノソナタ。

## 概要
番号と出版順では最後のソナタだが、実際に最後に完成されたのは《第8番》だった。単一楽章で無調によっており、きわめて半音階的であるが、後期作品としてはさほど不協和に響かない。頻繁なトレモロとトリルの利用から、「トリルソナタ」の通称で呼ばれることもあるが、これらの奏法について、作曲者自身は「太陽の口づけである昆虫たち」の象徴であると説明している。
後期のソナタの中では、伝統的なソナタ形式に比較的忠実に構成されている。増和音と減和音の交替する、わびしい響きの序奏に始まり、やがて半音階的な第1主題と序奏主題とが行きつ戻りつする。ややもすると輝かしいトリル音型が導かれ、その後の作品の展開に浸透して行く。その後に旋律的な、下降半音階による第3主題が現れる。展開部では、ソナタ形式の定式に従ってこの3主題が加工されるが、序奏主題もしばしば重視されている。また展開部では、拍節感が非常に流動的になっており、このために柴田南雄によって、「ストラヴィンスキーの《春の祭典》にも比肩しうる」として著書において言及された。